# Pisz
Pisz (Johannisburg fino al 1945) è un comune urbano-rurale polacco del distretto di Pisz, nel voivodato della Varmia-Masuria.
Ricopre una superficie di 634,8 km² e nel 2004 contava 27 103 abitanti.